# CD155
CD155‏ (Poliovirus receptor) هوَ بروتين يُشَفر بواسطة جين CD155 في الإنسان.